# Hátszegi József
Hátszegi József (1945-ig Hatz, sportolóként korábban is a Hátszegi nevet használta) (Aracs, 1904. január 13. – Budapest, 1988. január 18.) magyar katonatiszt, olimpikon tőrvívó, edző.

## Családja
Monarchiabeli katonacsalád gyermekeként született a Délvidéken. Apja Hatz Adolf, anyja Reimann Anna volt, akik mind a négy fiúgyermeküket katonai pályára adták. Testvére Hátszegi Ottó szintén magyar katonatiszt és olimpikon vívó lett.

## Sportpályafutása
1934-ig a Magyar AC (MAC), 1935-től 1944-ig a Honvéd Tiszti Vívó Klub, 1946-tól 1948-ig az Újpesti Torna Egylet (UTE) tőr- és párbajtőrvívója volt. 1936-ban részt vett a berlini olimpián, 1948-ban a londoni olimpián. 1933-ban az Európa-bajnoki (nem hivatalos világbajnoki) 3. helyezett tőrcsapat tagja volt. 1937-ben, 1943-ban és 1944-ben magyar tőrvívó bajnoki címet szerzett, 1936-tól 1944-ig tőrvívásban nyolcszoros magyar csapatbajnok lett. 1948-tól 1952-ig a Magyar Néphadsereg Sportiskola parancsnoka volt ezredesi rangban. 1953-tól 1959-ig a Budapesti Elektromos sportegyesület, 1960-tól 1971-ig az Újpesti Dózsa vívómestere volt. 1972–73-ban Algériában volt vívóedző, 1974-től 1978-ig a Budapest Sport Egylet (BSE), 1979-től 1988-ig a Budapest Honvéd FC vívómestere volt.